# Jace Everett
Jace Everett (Evansville, Indiana, 7 de enero de 1972) es un cantante de country estadounidense. Contratado por Epic Récords en 2005, lanzó su sencillo de debut, "That's the Kind of Love I'm In", ese mismo año, el cual alcanzó el puesto #51 en las listas Hot Country Songs de Billboard, y fue el primer sencillo de su álbum debut. También coescribió con Josh Turner el sencillo "Your Man". Su canción "Bad Things" fue elegida como tema para la serie de HBO, True Blood. En 2009, lanzó su tercer álbum, Red Revelations, bajo el sello Weston Boys.

## Biografía

### Inicios
Jace Everett nació en Evansville, Indiana el 7 de enero de 1972. El trabajo de su padre los mantenía en constante movimiento a través, de Indianápolis, Indiana y St. Louis, Misuri antes de trasladarse a Fort Worth, Texas a la edad de seis años. Empezó a tocar música country en la iglesia y en conciertos escolares. Más tarde se trasladó a Nashville, Tennessee para asistir a la Universidad de Belmont.

### Carrera
En 2005, Everett firmó con Epic Récords lanzando su primer sencillo, "That's The Kind of Love I'm In", en junio de 2005. Esta canción llegó al #51 en las listas de country y, a principios de 2006, lanzó su álbum de debut homónimo. También en 2006, Josh Turner se colocó en el número uno de las listas del país con la canción "Your Man", que Everett coescribió con él, y por lo que Everett recibió un premio Broadcast Music Incorporated. Los otros sencillos del álbum, "Bad Things", "Nowhere in the Neighborhood" y "Everything I Want", no alcanzaron puestos en las listas de los Estados Unidos, aunque "Bad Things" alcanzó el puesto #49 en el UK Singles Chart en noviembre de 2009.
"Bad Things" es utilizada en el tema de apertura de la serie de HBO, True Blood. Charlaine Harris rinde homenaje a la canción incluyendo "Bad Things" en el Merlotte's en su novela de 2010, Dead in the Family. En 2009 ganó un premio Broadcast Music Incorporated en la categoría de televisión por cable y fue nominado en 2009 para un Scream Award en la categoría de "Mejor Canción del Año". Su más reciente álbum, titulado Red Revelations, fue lanzado en junio de 2009. Su dúo de "Evil (Is Going On)" con CC Adcock es parte de la banda sonora de la segunda temporada de True Blood (temporada 2).

## Discografía

### Álbumes
| Año  | Título                                                    | Sello discográfico |
| ---- | --------------------------------------------------------- | ------------------ |
| 2006 | Jace Everett - Lanzado: 7 de marzo de 2006                | Epic Records       |
| 2007 | Old New Borrowed Blues - Lanzado: 11 de noviembre de 2008 | Phantom Records    |
| 2009 | Red Revelations - Lanzado: 23 de junio de 2009            | Weston Boys        |

### Sencillos
| Año  | Título                           | Posición en los conteos | Posición en los conteos | Álbum        |
| Año  | Título                           | Hot Country Songs       | UK Singles Chart        | Álbum        |
| ---- | -------------------------------- | ----------------------- | ----------------------- | ------------ |
| 2005 | "That's the Kind of Love I'm In" | 51                      | -                       | Jace Everett |
| 2005 | Bad Things                       | -                       | -                       | Jace Everett |
| 2006 | "Nowhere in the Neighborhood"    | -                       | -                       | Jace Everett |
| 2006 | "Everything I Want"              | -                       | -                       | Jace Everett |
| 2009 | Bad Things (versión UK)          | -                       | 49                      | Jace Everett |

### Videos musicales
| Año  | Video                            | Director        |
| ---- | -------------------------------- | --------------- |
| 2005 | "That's the Kind of Love I'm In" | David McClister |
| 2005 | "Bad Things"                     | Kristin Barlowe |